# Suchman
Suchman Odichmantiewicz (rus. Сухман Одихмантьевич) – bohater ruskich bylin.
Suchman był synem Odichmanta (postać identyfikowana z Dowmuntem z Nalszczan). Przyrzekł kniaziowi Władimirowi (Włodzimierzowi Wielkiemu), że przyniesie mu żywą łabędzicę. Dla zdobycia ptaka udał się nad Dniepr, gdzie niespodziewanie natrafił na Tatarów. Samotnie pokonał wrogów, odnosząc przy tym ciężkie rany, które sam opatrzył ziołami. Kniaź nie dał jednak wiary jego usprawiedliwieniom i wtrącił do lochu za niedotrzymanie obietnicy. Wkrótce jednak opowieść Suchmana potwierdził wysłany na zwiady Dobrynia Nikiticz. Kniaź Władimir polecił uwolnić więźnia, jednak w międzyczasie Suchman otworzył swoje rany i zmarł. Z jego krwi powstała okresowo wysychająca rzeka Suchmana.